# ウォーターズ・オブ・エデン
『ウォーターズ・オブ・エデン』（Waters of Eden）は、アメリカ合衆国のミュージシャン、トニー・レヴィンが2000年に発表した、ソロ名義では2作目のスタジオ・アルバム。

## 背景
レヴィンは主にフレットレスベースを演奏しており、本作の音楽性について「ベースがキーボードやギターと主役の座を分け合っている」と説明している。
本作の参加メンバーのうち、ラリー・ファストとジェリー・マロッタは、以前レヴィンと共にピーター・ガブリエルのバンドで活動していた。また、「ブールヴァード・オブ・ドリームズ」にゲスト参加したウォーレン・バーンハートは、レヴィンと共にリマージュ (L'Image)というバンドで活動していたことがある。

## 評価
Tom Schulteはオールミュージックにおいて5点満点中3点を付け「トニー・レヴィンがチェリストでもあることが明かされただけでなく、彼の主な楽器であるベース・ギターの熟達した腕前と、ベース・ギターのメロディックな可能性を極めて創造的に探求する姿勢が、引き続き証明されている」と評している。また、鬼形智は本作の音楽性に関して「凄腕ベーシストのスーパー・テクニック集みたいなものではなく、ゆったりとしたテンポのソフト・フュージョン〜ニュー・エイジ風ナンバーが主体」と評している。

## 収録曲
全曲ともトニー・レヴィン作。
1. "Bone & Flesh" - 6:43
2. "Waters of Eden" - 4:50
3. "Icarus" - 5:34
4. "Gecko Walk" - 5:01
5. "Belle" - 4:01
6. "Pillar of Fire" - 6:42
7. "Boulevard of Dreams" - 6:46
8. "Opal Road" - 6:22
9. "Utopia" - 7:38

### 日本盤CD (PCCY-01457)
1. フロム・ヒア・トゥ・ザ・スターズ - "From Here to the Stars" - 2:00
2. ピラー・オブ・ファイアー - "Pillar of Fire" - 6:41
3. ウォーターズ・オブ・エデン - "Waters of Eden" - 4:50
4. オパール・ロード - "Opal Road" - 6:21
5. ゲコウ・ウォーク - "Gecko Walk" - 4:59
6. ユートピア - "Utopia" - 7:56
7. ベル - "Belle" - 4:03
8. イカロス - "Icarus" - 5:35
9. ボーン&フレッシュ - "Bone & Flesh" - 6:47
10. ブールヴァード・オブ・ドリームズ - "Boulevard of Dreams" - 6:46

## 参加ミュージシャン
- トニー・レヴィン - フレットレスベース (all songs)、エレクトリック・アップライト・ベース (on "Pillar of Fire")、チェロ (on "Waters of Eden", "Bone & Flesh")、ボイス・サンプル (on "From Here to the Stars")
- デヴィッド・トーン - ギター (on "Bone & Flesh")、ループ (on "Bone & Flesh")、ウード (on "Bone & Flesh")、プログラミング (on "Gecko Walk")
- ジェフ・ピーヴァー - ギター (on "Icarus", "Gecko Walk", "Pillar of Fire", "Opal Road", "Utopia")
- ラリー・ファスト - シンセサイザー (on "Bone & Flesh", "Gecko Walk", "Pillar of Fire", "Opal Road", "Utopia")
- デヴィッド・サンシャス - シンセサイザー (on "Waters of Eden", "Icarus")、ピアノ (on "Waters of Eden")、ヴァーチャル・ソプラノ・サクソフォーン (on "Icarus")
- ピート・レヴィン - シンセサイザー (on "Belle")
- ウォーレン・バーンハート - ピアノ (on "Boulevard of Dreams")
- ジェリー・マロッタ - ドラムス ("Belle", "Boulevard of Dreams", "From Here to the Stars"を除く全曲)
- カリフォルニア・ギター・トリオ（バート・ラムズ、森谷英世、ポール・リチャーズ） - アコースティック・ギター (on "Waters of Eden")
- スティーヴ・ゴーン - バーンスリー (on "Bone & Flesh", "Opal Road")